# Parathesis matudai
Parathesis matudai är en viveväxtart som beskrevs av Cyrus Longworth Lundell. Parathesis matudai ingår i släktet Parathesis och familjen viveväxter. Inga underarter finns listade i Catalogue of Life.